# Serranus annularis
Serranus annularis es una especie de peces de la familia Serranidae en el orden de los Perciformes.

## Morfología
Los machos pueden llegar alcanzar los 9 cm de longitud total.

## Distribución geográfica
Se encuentra desde Bermuda y el sur de Florida hasta el norte de Sudamérica.